# Attentati di Amman del 2005
Gli attentati di Amman del 2005 sono stati una serie di attacchi suicidi terroristici, coordinati contro tre alberghi di ʿAmmān, avvenuti il 9 novembre 2005 ad opera di terroristi della branca irachena di al-Qāʿida. Le azioni portarono alla morte di 60 persone e al ferimento di altre 115.

## Gli attacchi

### Radisson
Al Radisson Hotel (oggi noto come Landmark Hotel) Ashraf Akhras e la sua sposa, Nādiya al-ʿAlam, stavano celebrando il proprio matrimonio con circa 900 invitati. In questo scenario irruppero due attentatori suicidi: ʿAlī Ḥusayn ʿAlī al-Shamrī e sua moglie Sagida al-Rishawi. Sagida al-Rishawi non fu in grado di far detonare la propria cintura esplosiva, perciò suo marito le ordinò di abbandonare la sala. Non appena si allontanò, mettendosi in salvo, ʿAlī sali su un tavolo della sala da pranzo e fece esplodere la cintura esplosiva che indossava. Tra le 38 vittime vi erano il padre della sposa e gli sposi. Inoltre l'esplosione distrusse la sala, frantumò le vetrate che si affacciavano sulla strada e abbatté i pannelli del controsoffitto. La portineria dell'hotel fu parimenti colpita: pannelli, luci e arredi furono distrutti, mentre le porte a vetri furono scardinate. I lavori di pulizia e di ricostruzione cominciarono immediatamente dopo l'esplosione.

### Grand Hyatt
La seconda esplosione (avvenuta a circa 500 metri dalla prima) distrusse l'entrata dell'albergo della catena americana Hyatt e infranse pilastri e pannelli del controsoffitto, danneggiando gravemente le aree della reception e del bar.
L'attentatore suicida si recò in una sala (probabilmente per indossare la sua cintura esplosiva) e fece detonare la bomba. Tra le vittime vi furono 7 impiegati dell'albergo, il produttore cinematografico siro-statunitense Mustafa Akkad e sua figlia Rīmā. L'Hyatt avviò i lavori di riparazione poco dopo l'attacco e riaprì i suoi locali il 19 novembre.

### Days Inn
Al Days Inn, l'attentatore entrò nel ristorante dell'hotel a piano terra, dove provò a farsi esplodere. Un passante avvertì la sicurezza dell'albergo dell'accaduto, tuttavia il terrorista corse fuori dall'albergo e subito dopo si fece saltare in aria, uccidendo tre membri della delegazione militare cinese. I danni al Days Inn furono stimati a circa $200 000.

## Vittime
| Nazionalità    | Morti |
| -------------- | ----- |
| Giordania      | 36    |
| Iraq           | 6     |
| Palestina      | 5     |
| Stati Uniti    | 4     |
| Cina           | 3     |
| Arabia Saudita | 3     |
| Bahrein        | 2     |
| Indonesia      | 1     |

Tra le vittime vi furono il Maggior Generale Bashir Nafeh (capo dell'Intelligence militare in Cisgiordania), il Colonnello ʿAbed Allūn (un alto ufficiale delle Forze Preventive di Sicurezza), Jihād Fattūḥ (addetto commerciale dell'ambasciata palestinese al Cairo e fratello del presidente del parlamento palestinese Rawḥī Fattūḥ), il produttore cinematografico Mustafa Akkad (morto due giorni dopo il ricovero, l'11 novembre) e sua figlia Rīma.

### Sospetti
La polizia giordana inizialmente dichiarò che gli attentatori erano almeno quattro (il quarto, una donna, fu catturata in un secondo momento), inclusa la coppia di coniugi del Radisson che parlava con accento iracheno. Un certo numero di iracheni erano tra gli oltre 100 sospetti arrestati nei giorni seguenti. La polizia affermò di aver trovato mappe usate per pianificare l'attacco terroristico. Il 12 novembre, il vice Primo ministro Marwān Muʿāshir confermò che gli aggressori erano iracheni e che gli attentatori suicidi erano solo tre.
Il 13 novembre, ʿAbd Allāh annunciò l'arresto di una donna ritenuta come la quarta terrorista suicida, la cui cintura esplosiva non aveva funzionato al momento dell'attacco. I tre terroristi suicidi morti furono identificati, e i loro nomi furono rivelati dal vice Primo ministro Muʿāshir. Erano: ʿAlī Ḥusayn ʿAlī al-Shamrī (SAS Radisson), Rawād Jassem Muḥammad ʿAbed (Grand Hyatt) e Safaa Muhammad 'Ali (Days Inn). La donna incarcerata fu identificata come Sājida Mubārak ʿAṭrūs al-Rīshāwī, moglie di al-Shamrī e intenzionata a farsi esplodere nel Radisson. Muʿāshir disse anche che ella era la sorella del braccio destro dell'ormai defunto Abū Muṣʿab al-Zarqāwī.